# 高橋腕
高橋 腕（たかはし かいな、1976年10月21日 - ）は日本人空道家。新潟県出身。国際空道連盟大道塾新潟所属。身長 168cm、体重65kg。師匠は北斗旗無差別級王者であり、現大道塾中新潟支部長の山田利一郎。右利
きサウスポーで打・投・極全てをこなすトータルファイター。軽量級でありながら無差別級の大会でも結果を出した。郷土愛が強く、第三回世界大会前のインタビューで は「自分は日本代表というよりも新潟代表。新潟を世界にアピールする」という言葉を残した。

## 来歴
- 2003年 - 北斗旗 体力別選手権 軽量級 準優勝
- 2004年 - 北斗旗 無差別選手権 8位
- 2005年 - 北斗旗 体力別選手権 軽量級 優勝
- 2005年 - 空道第二回世界大会ベスト8
- 2007年 - 北斗旗 体力別選手権 軽量級 準優勝
- 2007年 - 北斗旗 無差別選手権 3位
- 2008年春 - 北斗旗 全日本空道体力別選手権 軽量級 優勝
- 2009年 - 北斗旗 全日本空道体力別選手権 3位
- 2009年 - 空道第三回世界大会4位